# Тойбохойский наслег
Тойбохойский наслег — сельское поселение в Сунтарском улусе Якутии Российской Федерации.
Административный центр — село Тойбохой.

## История
Статус и границы сельского поселения установлены Законом Республики Саха (Якутия) от 30 ноября 2004 года N 173-З N 353-III «Об установлении границ и о наделении статусом городского и сельского поселений муниципальных образований Республики Саха (Якутия)».

## Население
| 2002  | 2010  | 2011  | 2012  | 2013  | 2014  | 2015  |
| ----- | ----- | ----- | ----- | ----- | ----- | ----- |
| 1703  | ↘1600 | ↘1598 | ↘1556 | ↘1538 | ↘1524 | ↘1489 |
| 2016  | 2017  | 2018  | 2019  | 2020  | 2021  |       |
| ↘1467 | ↘1447 | ↘1443 | ↘1442 | ↘1430 | ↘1426 |       |

## Состав сельского поселения
| № | Населённый пункт | Тип населённого пункта       | Население |
| - | ---------------- | ---------------------------- | --------- |
| 1 | Тойбохой         | село, административный центр | ↘1426     |